# على كيتا
على كيتا (بالسويدية: Aly Keita)‏ (8 ديسمبر 1986 بفيستيروس في السويد -) هو لاعب كرة قدم سويدي في مركز حراسة المرمى. لعب مع نادي أوسترسوند.